# Alan Merrill
Alan Merrill właśc. Allan Preston Sachs (ur. 19 lutego 1951 w Nowym Jorku, zm. 29 marca 2020 tamże) – amerykański wokalista, gitarzysta, kompozytor, aktor i model. Na początku lat 70. XX wieku Merrill był pierwszym człowiekiem Zachodu, który osiągnął status gwiazdy muzyki pop w Japonii. W latach 1974–1975 był wokalistą zespołu The Arrows, który wylansował kilka hitów w Wielkiej Brytanii, w tym „Touch Too Much” i „My Last Night With You” oraz miał swój własny cotygodniowy program telewizyjny, i autorem pierwszej wydanej wersji piosenki „I Love Rock ’n’ Roll” z 1975. Od tego czasu piosenka została wykonana przez Joan Jett i Britney Spears.

## Życiorys

### Wczesne lata
Urodził się w nowojorskim Bronx w rodzinie katolickiej jako syn pary muzyków jazzowych, piosenkarki Helen Merrill i saksofonisty / klarnecisty Aarona Sachsa. W wieku od 9 do 13 lat uczęszczał do Aiglon College w Szwajcarii, brytyjskiej szkoły z internatem. Po powrocie do Stanów Zjednoczonych uczęszczał do różnych szkół w Nowym Jorku i Los Angeles oraz na Sophia University, prywatny jezuicki uniwersytet badawczy w Tokio. Swoją karierę rozpoczął w Nowym Jorku w wieku 14 lat, kiedy zaczął grać w klubie Cafe Wha? w Greenwich Village z zespołami The Kaleidoscope, The Rayne i Watertower West. Zespoły grały w klubie w latach 1966–1968.

### Kariera
Merrill był najbardziej znany jako wokalista i autor tekstów, ale grał także na gitarze, gitarze basowej, harmonijce ustnej i klawiszach. Był w Tokio pierwszym zagranicznym artystą, który z powodzeniem wkroczył na japońską scenę rockową, nagrywając zarówno solo, jak i ze swoimi zespołami Vodka Collins i The Lead. Pracował w Japonii od 1968 do 1973, kiedy opuścił Tokio, aby spróbować szczęścia w Wielkiej Brytanii. W Japonii nagrał dwa solowe albumy: Alone in Tokyo (1971) po japońsku, co zaowocowało kolejnym hitem: „Namida” („Teardrops”), i Merrill 1 (1972) w języku angielskim. W tym samym czasie grał z popularną glam-rockową grupą Vodka Collins i wystąpił w telewizyjnej telenoweli Jikan Desuyo. W 1974 założył przebojowy zespół (The Arrows) w Anglii i znalazł się na pierwszej dziesiątce list przebojów BBC w ciągu sześciu miesięcy od przybycia tam. Zespół Alana Merrilla The Arrows miał cotygodniowy serial telewizyjny w Wielkiej Brytanii w latach 1976–1977 w sieci Granada-ITV. Miał też kilka hitów z zespołem i był wokalistą. Merrill napisał piosenki dla takich artystów jak Lou Rawls, Rick Derringer, Freddie Scott, Joan Jett, Britney Spears, Runner i 5ive.
W 1989 został poproszony o napisanie piosenki przewodniej do pilotażowego przygodowego serialu familijnego Encyclopedia Brown. Piosenka zatytułowana była „Who Done It?”. Producent był pod takim wrażeniem, że zaangażował Merrilla do roli Caseya Sparkza w jednym z odcinków pt. „The Case of the Missing Time Capsule” (1989). Pilot wyemitowany w HBO prawie 200 razy i odniósł sukces, uruchamiając serial. Recenzent magazynu „People” napisał, że Merrill był jednym z najlepszych aktorów w produkcji.

## Życie prywatne
Był dwukrotnie żonaty. W październiku 1977 poślubił Catherine Helen „Cathee” Dahmen, z którą miał dwoje dzieci: córkę Laurę i syna Allana Sachsa-Ambię. W 1982 doszło do rozwodu. 4 kwietnia 1987 ożenił się z Joanną Lisanti, z którą miał córkę Allegrę.

## Śmierć
Merrill zmarł 29 marca 2020 w Nowym Jorku po zakażeniu koronawirusem SARS-CoV-2 podczas pandemii COVID-19 w wieku 69 lat.